# Sozialreform
Als Sozialreformen bezeichnete man im 19. Jahrhundert zunächst politische Bestrebungen, die soziale Lage der Arbeiter und ihrer Familien zu verbessern. Der Begriff hat allerlei unterschiedliche Aspekte.

## Sozialpolitik
Als Sozialreform bezeichnet man einzelne Verbesserungsmaßnahmen im Rahmen der Sozialpolitik bis hin zum Aufbau eines Sozialstaates. Während Sozialpolitik im engeren Sinn die Korrektur der Gesetze und Institutionen des Staates bedeutet, die deshalb notwendig sei, weil die liberale, rein marktorientierte Wirtschaft gewisse Veränderungen nicht aus sich selbst betreiben könne, verstand man unter Sozialreform eine weitergehende Veränderung der Wirtschaft und ihrer eigenen Struktur für mehr soziale Gerechtigkeit, welche einerseits über den Umweg der Sozialpolitik, also über die „Zuständereform“, andererseits aber auch über eine „Gesinnungsreform“, vor allem in Richtung auf eine Sozialpartnerschaft anstelle der Klassengegensätze, erstrebt wurde.
Sozialreformerische Ansätze gingen im 19. Jahrhundert von verschiedenen Seiten aus. Eine wichtige Rolle spielte dabei zunächst die bürgerlich-liberale Sozialreform. Eine der ersten Organisationen war der Aachener Verein zur Beförderung der Arbeitsamkeit (1824/34), der Centralverein für das Wohl der arbeitenden Klassen (1844), später dann der Verein für Socialpolitik (1873). Daneben gab es sozialreformerische Initiativen mit christlichen Hintergrund (Christliche Sozialreform), welche u. a. auf Wilhelm Emmanuel von Ketteler, Adolph Kolping und Karl von Vogelsang zurückging. Eine bedeutende Quelle solcher Bestrebungen ist die von Papst Leo XIII. mit der Enzyklika Rerum novarum begründete katholische Soziallehre.

## Sozialismus, Arbeiterbewegung
Im frühen Sozialismus in Frankreich, Großbritannien und Deutschland gab es einen jahrzehntelangen Streit um die Rolle von Sozialreformen im politischen und ökonomischen Kampf der Arbeiterbewegung. Saint-Simon und Louis Blanc zum Beispiel waren der Ansicht, dass staatliche Sozialreformen erst die Grundlage dafür schaffen müssten, dass Arbeiter am kulturellen und politischen Leben teilhaben könnten. Friedrich Engels, Karl Marx und später Rosa Luxemburg kritisierten diese Ansichten als illusorisch und nannten sie „reformistisch“, was abwertend gemeint war. Sie sahen darin eine Ablenkung vom Ziel der sozialistischen Revolution. Hinter diesem Streit steckten unterschiedliche Auffassungen vom Charakter des bürgerlichen Staates.

## Sozialabbau oder Reformen am Sozialsystem
In den 1990er Jahren bekam der Begriff Sozialreform einen anderen Sinn. Unternehmerverbände, Wirtschaftswissenschaftler und -politiker behaupteten, angesichts verschiedener Entwicklungen (Arbeitslosigkeit, demographischer Wandel, Globalisierung) könne der Sozialstaat in Deutschland und anderen hoch entwickelten Ländern nur dann „im Kern erhalten“ werden, wenn man einschneidende „Reformen der sozialen Sicherungssysteme“ durchführe, das heißt: viele Sozialleistungen reduzieren, die Renten absenken, die Arbeitszeiten verlängern usw. Gewerkschafter, linke Sozialdemokraten, Sozialisten, Sozialpolitiker, Globalisierungskritiker, aber auch einzelne Wirtschaftswissenschaftler griffen diese Politik, die sie als Sozialabbau bezeichnen, an. Den Begriff Sozialreform für solche Politik zu verwenden, kritisieren sie als Euphemismus.
Wirtschaftsliberale Politikwissenschaftler stellten zudem die These auf, dass soziale Sicherheit die Tendenz habe, Menschen gegenüber dem Staat unmündig zu machen. Das war das Gegenteil der These von Saint-Simon, mit der die Geschichte der Sozialreform begonnen hatte. Im 19. Jahrhundert gab es noch einen breiten Konsens – bis in die katholische Kirche hinein –, dass vor allem Armut Menschen unmündig mache.